# Июньская борьба
Июньская демократическая борьба (кор. 6월 민주 항쟁?, 六月民主抗爭?, также известная как Июньское демократическое движение и Июньское демократическое восстание) — общенациональное продемократическое движение в Южной Корее, вызвавшее массовые протесты с 10 по 29 июня 1987 года. Демонстрации вынудили правящее правительство провести президентские выборы и демократические реформы, которые привели к созданию Шестой республики, нынешнего режима в Республике Корее.
10 июня президент военного режима Чон Ду Хван объявил о своём выборе Ро Дэ У в качестве своего преемника — следующего президента страны. Публичное назначение Чоном своего преемника было воспринято как последнее оскорбление затянувшемуся и отложенному процессу пересмотра конституции Южной Кореи. Хотя давление на режим в форме демонстраций студентов и других групп нарастало в течение некоторого времени, такое заявление президента вызвало массовые и эффективные протесты.
Не желая прибегать к насилию перед Олимпийскими играми 1988 года и полагая, что Ро в любом случае сможет выиграть конкурентные выборы, учитывая разногласия внутри оппозиции, Чон и Ро согласились с ключевыми требованиями о проведении прямых президентских выборов и восстановлении гражданских свобод. Хотя Ро был должным образом избран президентом в декабре того же года с минимальным перевесом голосов, демократическая консолидация в Южной Корее шла полным ходом.

## Предыстория

### Непрямые президентские выборы
После введения в действие в 1972 году Конституции Юсин тогдашним президентом Пак Чон Хи глава государства Южной Кореи стал избираться косвенно коллегией выборщиков. Эта система сохранялась даже после того, как Пак был убит и заменён Чхве Гю Ха, которого в свою очередь вскоре Чон сместил в результате военного переворота 12 декабря.
Стремясь укрепить свой внутренний и международный авторитет, обеспечив видимость демократического представительства, Чон провёл парламентские выборы в 1985 году. Результатом стала крупная моральная победа оппозиции во главе с Ким Дэ Чжуном и Ким Ён Самом. Ключевым требованием оппозиции было проведение прямых президентских выборов, и Чон стремился помешать этому, инициировав кампанию задержек, обсуждений и отсрочек. Парламентский комитет месяцами обсуждал различные предложения, а 13 апреля 1987 года Чон приостановил работу даже этого комитета до окончания Олимпийских игр. Это действие усилило беспорядки, но вызванные этим демонстрации не произвели впечатления на режим, и Чон решил продолжить воплощение своего плана по назначению Ро своим преемником.
На протяжении всего этого периода рабочее движение, студенты университетов и, в частности, церкви объединились во взаимоподдерживающий союз, чтобы усилить давление на режим. Эта мобилизованная часть гражданского общества, в дополнение к политической оппозиции, сформировала ядро сопротивления, которое станет всеобщим во время решающих июньских событий.

### Пытки и смерть Пак Чон Чхоля

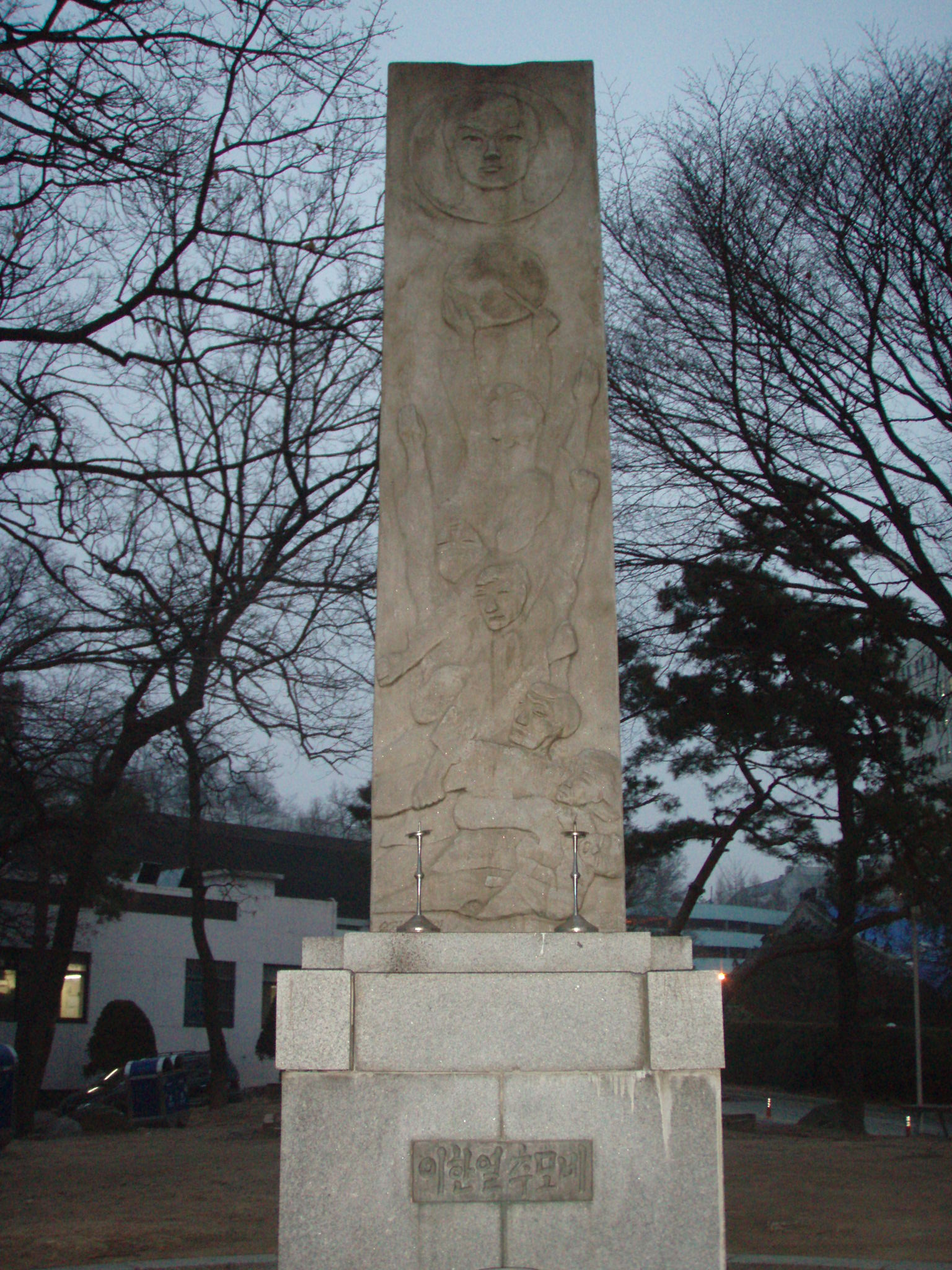
Мемориал Ли Хан Ёлю

В 1980-х годах многие студенческие активисты в университетах боролись против диктатуры Чон Ду Хвана после резни в Кванджу 1980 года. Пак Чон Чхоль, президент студенческого совета факультета лингвистики Сеульского национального университета, был одним из этих студентов. Задержанный во время расследования такой деятельности, Пак отказался признаться в местонахождении одного из своих товарищей-активистов. Во время допроса власти пытали его водой, что в конечном итоге привело к его смерти 14 января 1987 года.
Информация о событиях смерти Пак Чон Чхоля изначально скрывалась. Однако 18 мая Ассоциация католических священников за справедливость (АКСС) раскрыла правду общественности, что ещё больше разожгло общественные настроения. АКСС запланировала демонстрацию 10 июня в его честь.

### Смерть Ли Хан Ёля
По мере усиления демонстраций студенты Университета Ёнсе поклялись выйти на поле и провели демонстрацию в университете 9 июня. Во время акции протеста студент Ли Хан Ёль был серьёзно ранен, когда граната со слезоточивым газом пробила ему череп. В критическом состоянии он быстро стал символом протестов в последующие недели. В конце концов он скончался от ран 5 июля, после того как режим согласился с требованиями народа. Более 1,6 миллиона граждан приняли участие в его национальных похоронах, состоявшихся 9 июля. Он был похоронен на Национальном кладбище имени 18 мая.

## Хронология
Конституция 1980 года ограничила президентство одним семилетним сроком. В отличие от своих предшественников, Чон не пытался внести поправки в документ, чтобы позволить снова баллотироваться в 1987 году. Однако, хотя его правление было несколько мягче, чем у Пака, он сопротивлялся призывам к дальнейшему открытию режима.
10 июня Ро Дэ У был выдвинут кандидатом в президенты на съезде «Демократической партии справедливости». После этого по всей стране прошли крупные демонстрации, в которых приняли участие около 240 000 человек в 22 городах, включая Сеул.
18 июня Национальный митинг за запрещение использования гранат со слезоточивым газом (кор. 최루탄추방국민대회?, 催淚彈追放國民大會?) вывел на улицы как минимум 1,5 миллиона человек в 16 городах. Оставшиеся в стороне, присоединились к акциям протеста, бросая рулоны туалетной бумаги, аплодируя и всячески выражая свою поддержку. 19 июня Чон отдал приказ о мобилизации армии, но, опасаясь повторения жестокой резни в Кванджу, отменил его в течение нескольких часов. 26 июня Великий национальный марш мира (кор. 국민평화대행진?, 國民平和大行進?) был проведён Национальным движением за природу демократической конституции (кор. 민주헌법쟁취국민운동본부?, 民主憲法爭取國民運動本部?). В нём участвовало более 1 миллиона человек в 34 городах, 3467 человек были задержаны.
В конце концов, Ро Дэ У издал Декларацию от 29 июня, капитулировав перед требованиями протестующих, пообещав внести поправки в Конституцию и освободить Ким Дэ Чжуна.